# Dubnij
Dubnij je sinteti;nikemični element, ki ima v periodnem sistemu simbol Db in atomsko število 105. Dubnium je zelo radioaktiven: najstabilnejši znani izotop, dubnij-268, ima razpolovno dobo približno 28 ur. To močno omejuje razširjene raziskave elementa. Dubnij se na Zemlji ne pojavlja naravno in se proizvaja umetno. Sovjetski zvezni inštitut za jedrske raziskave (JINR) je kot prvi javil odkritje elementa leta 1968, ameriški laboratorij Lawrence Berkeley je odkritje leta 1970 potrdil. Obe skupini sta predlagali za novi element svoja imena in jih uporabili brez uradne odobritve. Dolgoletni spor je leta 1993 razrešila uradna preiskava zahtev za odkritje s strani delovne skupine Transfermium, ki sta jo ustanovili Mednarodna zveza za čisto in uporabno kemijo in Mednarodna zveza za čisto in uporabno fiziko. Zasluge za odkritje si odtlej uradno delita obe ekipi. Element je bil uradno poimenovan dubnij leta 1997 po mestu Dubna, kjer je JINR doma. Teoretične raziskave določajo, da je dubnij član skupine 5 v seriji 6d prehodnih kovin in ga postavlja pod vanadij, niobij in tantal. Dubnij bi moral večino lastnosti, kot je njegova valentna elektronska konfiguracija in ima prevladujoče oksidacijsko stanje +5, deliti z drugimi elementi skupine 5, z nekaj nepravilnostmi zaradi relativističnih učinkov. Omejena preiskava kemije dubnija je to potrdila. Poskusi kemije v raztopini so pokazali, da se dubnij pogosto vede bolj kot niobij kot tantal, kar ruši periodične trende.